# 그린실버 고향이 좋다
《그린실버 고향이 좋다》는 MBC에서 2009년 2월 1일부터 2016년 3월 28일까지 방송되었던 시사교양 프로그램이었다.

## 기획 의도
고향에 대한 푸근한 정취와 향수를 살리고 가고싶은 고향을 소개한 시사교양 프로그램이었다.

## 방송 시간
| 방송 채널 | 방송 기간                          | 방송 시간                            |
| --------- | ---------------------------------- | ------------------------------------ |
| MBC TV    | 2009년 2월 1일 ~ 2014년 5월 11일   | 매주 일요일 아침 7시 10분 ~ 8시      |
| MBC TV    | 2014년 5월 15일 ~ 2014년 11월 13일 | 매주 목요일 저녁 6시 20분 ~ 7시 15분 |
| MBC TV    | 2014년 11월 17일 ~ 2016년 3월 28일 | 매주 월요일 오전 11시 ~ 12시         |

## 진행자
- 1기 : 김성환, 김경화
- 2기 : 김성환, 강다솜

## 구성
- 산해진품
- 고향줌인
- 고향으路
- 아! 이 맛이야!

## 경쟁 프로그램
- 6시 내고향
- 네트워크 현장! 고향이 보인다